# Gräberfeld von Werlaburgdorf
Das Gräberfeld von Werlaburgdorf ist ein frühmittelalterlicher Friedhof in Werlaburgdorf im Landkreis Wolfenbüttel in Niedersachsen, auf dem vom 8. bis 10. Jahrhundert Verstorbene beigesetzt wurden. Mit 245 Bestattungen zählt das Reihengräberfeld zu den größten Friedhöfen dieser Zeitstellung im Braunschweiger Land.

## Beschreibung
Das Gräberfeld liegt auf einem nach Süden ausgerichteten Hang oberhalb der Niederung der Warne und des heutigen Ortskerns von Werlaburgdorf. In etwa zwei Kilometer Entfernung befindet sich die für das Jahr 926 erstmals belegte Königspfalz Werla. Das Gräberfeld umfasste mindestens 245 Bestattungen, darunter 88 männliche, 71 weibliche und 86 geschlechtlich unbestimmbare Individuen. Die Belegungsdauer des Gräberfeldes wies fünf Phasen auf, die von der zweiten Hälfte des 8. bis zur Mitte des 10. Jahrhunderts reichten. Die meisten Bestattungen erfolgten in einfachen Grabgruben, die überwiegend in Ost-West-Richtung angelegt waren. Die Skelette lagen in gestreckter Rücklage in den Gräbern mit dem Kopf jeweils im Westen. In Einzelfällen gab es aufwändigere Grabbauten, worauf Baum- und Kastensärge sowie Totenbretter hindeuten. Bei etwa 20–30 % der Gräber belegen Störungen nachträglichen Grabraub.

## Grabbeigaben
Das Gräberfeld zeichnet sich durch Beigabenarmut aus. Nur 57 Gräber wiesen Grabbeigaben auf. Dazu zählen Fibeln aus dem 9. Jahrhundert, darunter eine Taubenfibel, eine Bügelfibel, eine Münzfibel und Emailscheibenfibel. 
 Des Weiteren fanden sich Metallgegenstände, wie Gürtelschnallen, Messer, Ohrringe und Perlen.
Eine besondere Beigabe waren Stabdorne aus Eisen, die ursprünglich an der Spitze eines hölzernen Stabs angebracht waren. Sie wurden in drei Gräbern gefunden. Die Funktion derartiger Stäbe ist bisher nicht bekannt. Es könnte sich um Schulzenstäbe als Abzeichen eines Würdenträgers gehandelt haben.

## Forschungsgeschichte
Archäologische Untersuchungen auf dem Gräberfeld erfolgten durch Ausgrabungen in den Jahren 1980 und 2004. Während es 1980 nur eine kleinteilige Freilegung vor dem Bau eines einzelnen Wohnhauses war, kam es 2004 zu mehrmonatigen Grabungen auf einer Fläche von etwa 50 × 70 Meter vor der Erschließung eines Neubaugebietes. Dabei wurde das Gräberfeld nicht vollständig erfasst.
Heute befinden sich an der Fundstelle eine Informationstafel und ein Gedenkstein.

## Anthropologie
Die Skelette der Bestatteten waren ungewöhnlich gut erhalten. Da die Gräber in den anstehenden Kalkfels eingetieft waren, wurde der in den Knochen gebundene Kalk nicht herausgewaschen und das Knochenmaterial hat sich erhalten.
Laut den nach der Ausgrabung vorgenommenen anthropologischen Untersuchungen handelte es sich bei den 236 Bestatteten, von denen 44 % das Erwachsenenalter nicht erreicht hatten, um eine für das nördliche Harzvorland typische Landbevölkerung. Die Kindersterblichkeit bis zum Alter von 13 Jahren betrug 33 %. Die durchschnittliche Lebenserwartung belief sich bei Frauen auf 29 Jahre und bei Männern auf 31 Jahre. Sechs Prozent der Bestatteten erreichten mit über 60 Jahren ein relativ hohes Lebensalter. Die Männer waren durchschnittlich 1,70 und die Frauen 1,59 Meter groß.
Anhand von Mangel- und Abnutzungserscheinungen ließ sich ein schlechter Gesundheitszustand der Bevölkerung erkennen. Die Menschen litten infolge von periodischen Nahrungsengpässen an Mangel- und Infektionskrankheiten. Es ließen sich chronische Mittelohrentzündungen und Reizungen der Hirnhäute wie auch Vitaminmangel und Fehlernährung belegen.
Es wird geschätzt, dass die Anzahl der gleichzeitig lebenden Menschen in der früheren Siedlung um 60 Personen auf rund 10 Höfen gelegen hat.

## Bedeutung
Das Gräberfeld von Werlaburgdorf zählt neben dem Gräberfeld von Gevensleben und dem Gräberfeld von Remlingen zu den bestuntersuchten frühmittelalterlichen Friedhöfen im Braunschweiger Land.
Ursprünglich wurde angenommen, dass die Bestatteten zu den ersten Generationen von Christen gehörten und die Christianisierung in dem Gebiet um 780 n. Chr. erfolgt ist. Neuere Untersuchungen am Gräberfeld von Gevensleben mit einer im Jahr 695 verstorbenen Person belegen, dass bereits fast 100 Jahre früher in der Gegend die neue christlich-fränkische Bestattungssitte praktiziert wurde. Dabei wurden Verstorbene in Körpergräbern ohne Beigaben beerdigt, während sie zuvor verbrannt und in Urnen beigesetzt worden waren.
Grabbeigaben in Werlaburgdorf deuten darauf, dass sich zu der Zeit christliche und heidnische Vorstellungen noch miteinander verbanden. Dies ist ein Beleg für das zögerliche Durchsetzen des Christentums. Es zeigt sich beispielsweise an einer heidnischen Vogelfibel, die ein Kreuz als Symbol des christlichen Glaubens trägt.